# Psilotreta chinensis
Psilotreta chinensis är en nattsländeart som beskrevs av Banks 1940. Psilotreta chinensis ingår i släktet Psilotreta och familjen böjrörsnattsländor. Inga underarter finns listade i Catalogue of Life.